# Dellen (Luxembourg)
Dellen est une section de la commune luxembourgeoise de Groussbus-Wal située dans le canton de Redange.